# Selenis Leyva
Selenis Leyva (New York, 1972. május 26. –) amerikai színésznő.
Legismertebb alakítása Gloria Mendoza a Narancs az új fekete című sorozatban. Az Egy leendő elnök naplója című sorozatban is szerepelt.

## Élete és pályafutása
Bronxban született és nőtt fel. Kubai és dominikai származású. Szerepelt a Esküdt ellenségek című sorozatban 1999-ben. 2013 és 2018 között a Narancs az új fekete című sorozatban szerepelt. 2017-ben Láthatás című filmben szerepelt. Még ebben az évben a Pókember: Hazatérés című filmben szerepelt. 2020 és 2021 között az Egy leendő elnök naplója című sorozatban szerepelt.

## Magánélete
Egy lánya van, Alina. Támogatja az LMBT közösséget, és 2015 júniusában felfedte, hogy nővére, Marizol transznemű.

## Filmográfia

### Filmek
| Év   | Magyar cím                           | Eredeti cím                    | Szerep          | Magyar hang     |
| ---- | ------------------------------------ | ------------------------------ | --------------- | --------------- |
| 2000 |                                      | Debutante                      | Daisy Dominguez |                 |
| 2002 |                                      | Apartment #5C                  | Luisa           |                 |
| 2004 | Üdvözlégy Mária, kegyelemmel teljes… | Maria Full of Grace            | Vámellenőr      |                 |
| 2007 |                                      | Illegal Tender                 | Wanda           |                 |
| 2007 |                                      | Ben's Plan                     | Maria           |                 |
| 2009 | Jégkorszak 3. – A dínók hajnala      | Ice Age: Dawn of the Dinosaurs | további hang    |                 |
| 2009 |                                      | Don't Let Me Drown             | Sonia           |                 |
| 2010 | Szex és New York 2.                  | Sex and the City 2             | tanár           |                 |
| 2010 |                                      | Trouble Child                  | Bajos gyerek    |                 |
| 2011 |                                      | Man in the Mirror              | Sonia           |                 |
| 2012 | Jégkorszak 4. – Vándorló kontinens   | Ice Age: Continental Drift     | további hang    |                 |
| 2013 | A zöld urai                          | Epic                           | további hang    |                 |
| 2014 |                                      | Living with the Dead           | Dr. Quenda      |                 |
| 2015 |                                      | Chapter & Verse                | Yolanda         |                 |
| 2016 |                                      | Custody                        | Jackie          |                 |
| 2016 |                                      | I Can I Will I Did             | Maria           |                 |
| 2017 | Pókember: Hazatérés                  | Spider-Man: Homecoming         | Monica Warren   | Frajt Edit      |
| 2020 |                                      | Shadows                        | Pamela          |                 |
| 2022 |                                      | Breaking                       | Rosa Diaz       |                 |
| 2023 | Creed III.                           | Creed III                      | Laura Chavez    | Nádasi Veronika |
| 2023 | Kráter                               | Crater                         | Michael         | Márton Eszter   |

### Televíziós szerepek
| Év        | Magyar cím                               | Eredeti cím                       | Szerep                     | Megjegyzések                               |
| --------- | ---------------------------------------- | --------------------------------- | -------------------------- | ------------------------------------------ |
| 1999      | Esküdt ellenségek                        | Law & Order                       | Louisa                     | 1 epizód                                   |
| 2001      | Esküdt ellenségek                        | Law & Order                       | DeeDee Salazar             | 1 epizód                                   |
| 2004      | Esküdt ellenségek                        | Law & Order                       | Nita Cabrera               | 1 epizód                                   |
| 2004–2006 | Esküdt ellenségek                        | Law & Order                       | Mariluz Rivera             | mellékszereplő                             |
| 2010      | Esküdt ellenségek                        | Law & Order                       | Rona Henderson             | 1 epizód                                   |
| 1999      | Esküdt ellenségek: Különleges ügyosztály | Law & Order: Special Victims Unit | Lorinda Gutierrez          | 1 epizód                                   |
| 2019      | Esküdt ellenségek: Különleges ügyosztály | Law & Order: Special Victims Unit | Samantha Morgan            | 1 epizód                                   |
| 2001      |                                          | The $treet                        | Kate                       | 1 epizód                                   |
| 2001      |                                          | Taina                             | Titi Rose                  | mellékszereplő                             |
| 2001      |                                          | 100 Centre Street                 | Delfina Romero             | 2 epizód                                   |
| 2002      | Esküdt ellenségek: Bűnös szándék         | Law & Order: Criminal Intent      | Isabella Costas            | 1 epizód                                   |
| 2005      | Esküdt ellenségek: Bűnös szándék         | Law & Order: Criminal Intent      | Warden titkárnője          | 1 epizód                                   |
| 2011      | Esküdt ellenségek: Bűnös szándék         | Law & Order: Criminal Intent      | Mariluz Rivera             | 1 epizód                                   |
| 2003      | Harmadik műszak                          | Third Watch                       | Phyllis                    | 1 epizód                                   |
| 2004      | Harmadik műszak                          | Third Watch                       | Gonzalez                   | 1 epizód                                   |
| 2006      | Maffiózók                                | The Sopranos                      | Jill Dibiaso               | 1 epizód                                   |
| 2007      | Édes, drága titkaink                     | Dirty Sexy Money                  | Angelina Adams             | 1 epizód                                   |
| 2008      |                                          | New Amsterdam                     | Susan Boyle                | 1 epizód                                   |
| 2010      | A férjem védelmében                      | The Good Wife                     | Marisol                    | 2 epizód                                   |
| 2010      |                                          | The Whole Truth                   | Claudia                    | 1 epizód                                   |
| 2011      | A célszemély                             | Person of Interest                | Hosking                    | 1 epizód                                   |
| 2011–2012 | Zsaruvér                                 | Blue Bloods                       | M.E. Craig                 | mellékszereplő                             |
| 2012      | Csajok                                   | Girls                             | Chastity                   | 1 epizód                                   |
| 2012      | Sherlock és Watson                       | Elementary                        | Sara Castillo              | 1 epizód                                   |
| 2013      | Gyilkos hajsza                           | The Following                     | Morales                    | 1 epizód                                   |
| 2013–2019 | Narancs az új fekete                     | Orange Is the New Black           | Gloria Mendoza             | főszereplő magyar hangja Mohácsi Nóra      |
| 2015      | Az elnök embere                          | Madam Secretary                   | Mariana Dominguez          | 1 epizód                                   |
| 2015      | Az alelnök                               | Veep                              | Governor Ramos             | 1 epizód                                   |
| 2018–2021 | Kacsamesék                               | Kacsamesék                        | Tojáshéj asszonyság (hang) | mellékszereplő magyar hangja Szórádi Erika |
| 2018      |                                          | Dietland                          | Belle                      | 2 epizód                                   |
| 2018      | A mániákus                               | Maniac                            | Patricia Lugo              | 3 epizód                                   |
| 2018      |                                          | Murphy Brown                      | Maria Gonzales             | 1 epizód                                   |
| 2020–2021 |                                          | Saved by the Bell                 | Ms. Jimenez                | 3 epizód                                   |
| 2020–2021 | Egy leendő elnök naplója                 | Diary of a Future President       | Gabi Cañero-Reed           | főszereplő magyar hangja Horváth Lili      |
| 2022      | A zászlónk halált jelent                 | Our Flag Means Death              | Nana                       | 1 epizód                                   |
| 2022–     |                                          | Lopez vs Lopez                    | Rosie                      | főszereplő                                 |